# Bacon explosion
Il bacon explosion ("esplosione di pancetta" in lingua inglese) è un piatto statunitense a base di bacon e salsiccia.

## Storia

### Origini
La ricetta del bacon explosion viene accreditata a Jason Day e Aaron Chronister di Kansas City, due appassionati di piatti alla griglia e appartenenti alla squadra dei Burnt Finger BBQ, che partecipano alle competizioni culinarie. Stando alle fonti, i due inventarono il bacon explosion quando qualcuno li sfidò su Twitter a creare la ricetta "definitiva" a base di bacon. Day e Chronister dichiarano che il piatto non venne ideato da loro, e che bacon explosion sia soltanto un marchio di fabbrica.
L'alimento divenne famoso quando i due pubblicarono la ricetta del Bacon Explosion: The BBQ Sausage Recipe of all Recipes nel loro blog BBQ Addicts il 23 dicembre 2008. La pagina dedicata alla pietanza venne visualizzata oltre 500.000 volte, e 16.000 siti puntavano ad essa; stando a quanto dichiara il Daily Telegraph, la ricetta venne anche menzionata in qualche blog politico perché "ai Repubblicani piace la carne". Il bacon explosion catturò anche l'attenzione di molti utenti del Web che tentarono di replicare la ricetta.

### Successo

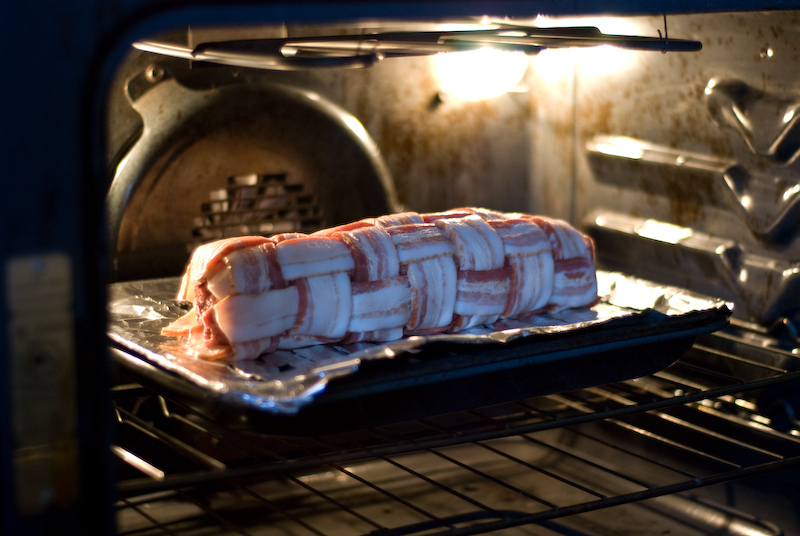
Un bacon explosion prima di essere infornato

Il Daily Telegraph riportò in un suo articolo del 2009 che l'alimento fosse il più famoso di Internet e, nel suo formato da 5.000 calorie, uno dei pasti più popolari al mondo. Nel 2013, il bacon explosion fu la ricetta vincitrice nella categoria Savory Dish del Blue Ribbon Bacon Festival del 2013, assicurandosi così la sua presenza fra i concorrenti del Bacon World Championship. A conferma del successo ottenuto dal piatto, vennero scritti diversi libri di cucina e articoli di testate britanniche, tedesche e olandese che parlarono dell'alimento. Inoltre, U.S. News & World Report menzionò il piatto in un suo articolo sul Web 2.0.

## Caratteristiche
Il bacon explosion è un piatto che richiede un minimo di esperienza, ed è composto da 0,9 chili di pancetta tagliata spessa, altri due 0,9 chili di salsiccia, un barattolo intero di salsa barbecue, e un altro barattolo di aromi per i piatti alla griglia.

## Preparazione

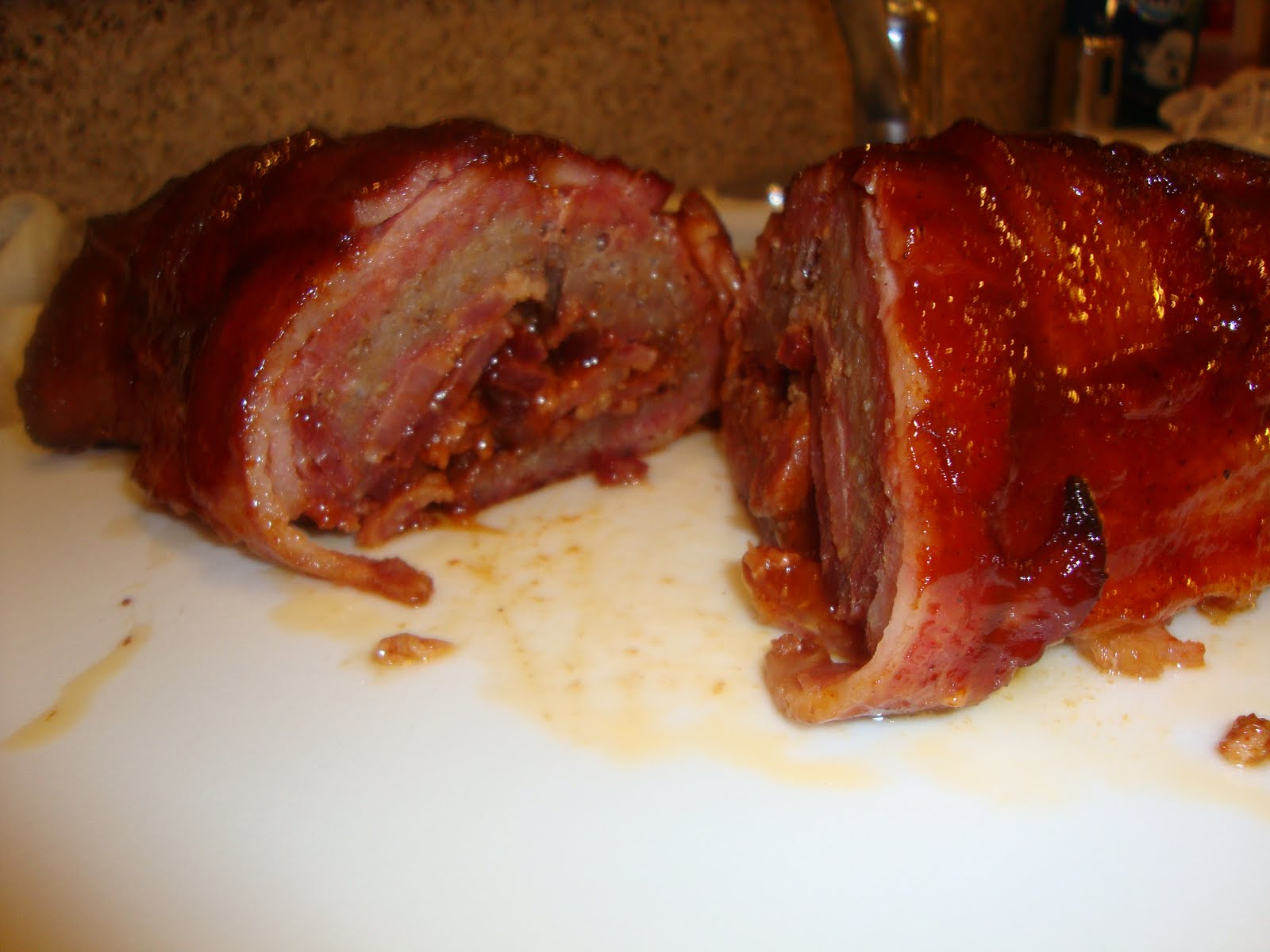
Un bacon explosion aperto

Per preparare un bacon explosion, bisogna creare un reticolo di strisce di bacon sopra della pellicola in alluminio. Una volta che la pancetta viene cosparsa degli aromi per il barbecue, si deve aggiungere sopra di essa della carne di salsiccia pressata. Successivamente, si pone sopra il bacon rimanente fritto, la salsa barbecue e altri aromi. Infine, il tutto viene arrotolato usando il foglio di alluminio e infornato. La cottura richiede un'ora per ogni 2,5 centimetri di spessore del polpettone. Una volta cotto, l'alimento viene cosparso di altra salsa barbecue, e tagliato a rondelle.

## Proprietà nutritive
Un bacon explosion intero contiene almeno 5.000 chilocalorie e mezzo chilo di grasso. Una porzione da 230 g contiene invece 878 chilocalorie e 60 grammi di grasso.

## Accoglienza
Nonostante sia apprezzato da molti statunitensi, il bacon explosion è un alimento poco raccomandato a causa del suo altissimo apporto calorico. Il Kansas City Star intitolò un suo articolo Il bacon explosion: la ragione per cui gli americani sono grassi (The Bacon Explosion: Why Americans are fat).